# Грб Орловске области
Грб Орловске области је званични симбол једног од субјеката Руске федерације са статусом области — Орловске области. Грб је званично усвојен 3. јула 2012. године.

## Опис грба
Грб Орловске области је француски штит у азурно плавој боји са мањим зеленим пољем на дну штита на коме се налази сребрни дворац (у облику три куле повезаних зидовима, а средња кула је виша и има отворену капију). На врху средње куле је златни двоглави орао са три златне империјалне круне, које су повезане азурно плавом траком. 
На зеленом пољу се налази и слика отворене књиге између два класа златне пшенице. Грб је крунисан златном круном са седам видљивих зубаца у обилку листа и окружен је траком Ордена Лењиновог реда .

## Галерија
- Грб Орловске губерније 
 (1878)
- Грб Орловске области 
 (2002—2012)